# Guerre dano-suédoise (1657-1658)
Pour les articles homonymes, voir Guerres dano-suédoises.
Notes
Se clôt sur le traité de Roskilde le 26 février 1658. Mais est rapidement suivi par la deuxième partie de la Première guerre du Nord : la guerre dano-suédoise (1658-1660)

La guerre dano-suédoise de 1657-1658 est un conflit entre l'alliance Danemark-Norvège et la Suède comptant pour la première guerre du Nord. En 1657, Charles X Gustave et son armée suédoise sont embourbés dans le « Déluge » en Pologne. Frédéric III de Danemark-Norvège y voit l'opportunité de récupérer les territoires perdus en 1645 et attaque la Suède. L'éclatement de la guerre avec le Danemark fournit au roi Charles X l'excuse pour se retirer de la campagne polonaise afin de mobiliser ses troupes contre le Danemark.

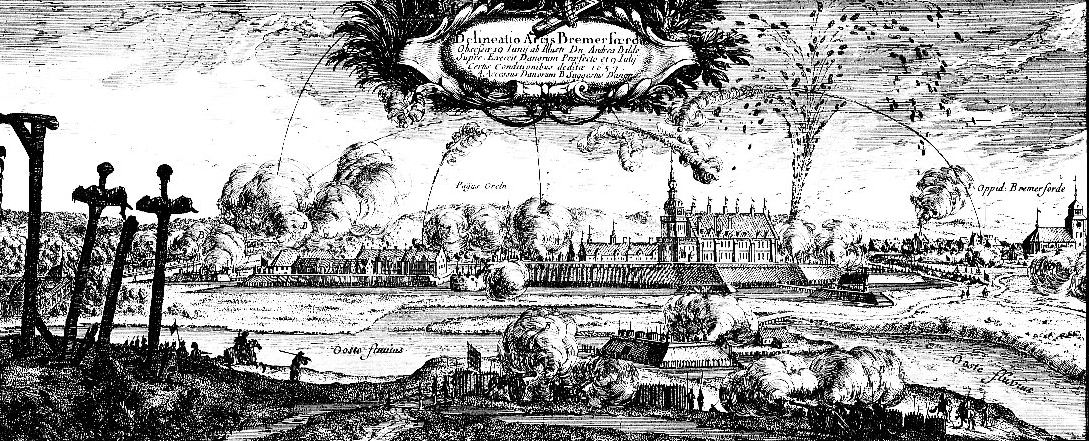
Bremervörde dans la suédoise Brême-et-Verden, attaquée par les Danois en 1657.

Un hiver difficile confine au port la flotte dano-norvégienne et gèle les détroits des Grand et Petit Belt.
Après avoir pénétré dans le Jutland par le sud, une armée suédoise de 7 000 vétérans aguerris traversent le Petit Belt jusqu'à arriver à l'île danoise de Fionie le 30 janvier 1658. Les Suédois prennent l'île en quelques jours, puis celles de Langeland, Lolland et Falster. L'armée continue vers Seeland, menaçant la capitale de Copenhague. L'attaque rapide des Suédois à travers les Belts glacés est totalement inattendue ; Frederick III pense dans un premier temps rencontrer l'armée suédoise sur le champ de bataille, mais ses conseillers considèrent que c'est trop risqué, et le Danemark-Norvège signe finalement le très dur traité de Roskilde le 26 février 1658.
La Suède gagne ainsi sa victoire la plus prestigieuse, et l'alliance Danemark-Norvège sa défaite la plus coûteuse : ils cèdent les provinces danoises de Scanie, Halland et Blekinge et l'île de Bornholm, ainsi que les provinces norvégiennes de Bohuslän et Trondhjemlen (Trøndelag et Nordmøre) à la Suède.